# Svatý Aubert

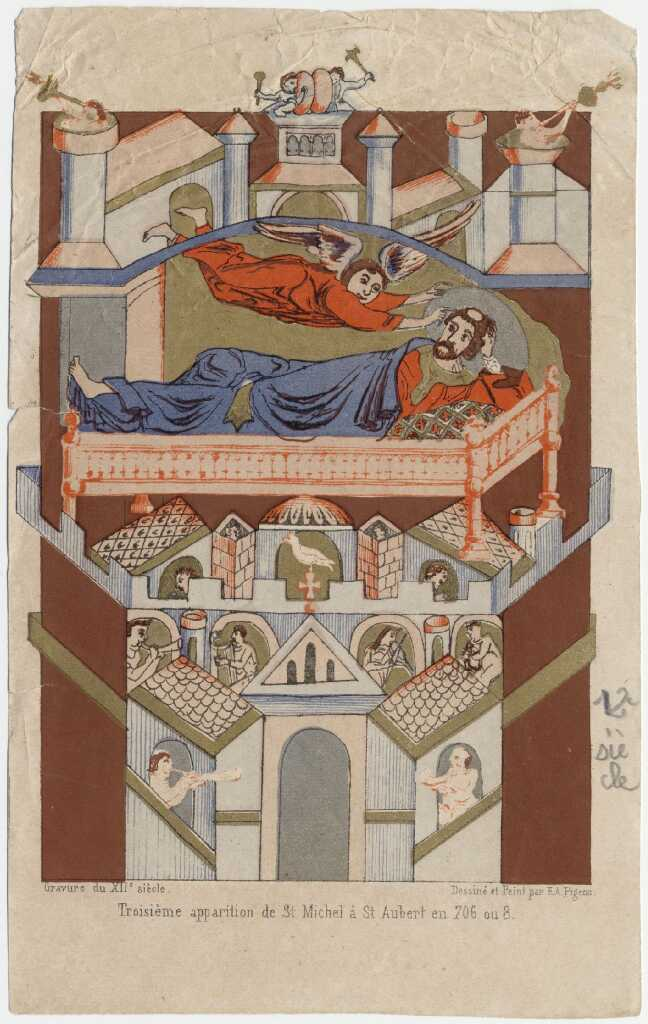
Třetí zjevení svatého Michaela svatému Aubertovi v roce 706.

Saint Aubert také známý jako Aubert z Avranches (7. století? - 720?) byl na počátku 8. století biskupem v Avranches, je spojován se založením kláštera Mont-Saint-Michel.

## Životopis
Narodil se do šlechtické rodiny z Genetas ve Franské říši a v mládí získal rozsáhlé vzdělání. Když se uvolnilo biskupské místo v Avranches, byl pro svou moudrost a zbožnost zvolen biskupem. Biskupská volba proběhla za vlády krále Childeberta III.

## Legenda
V roce 708 měl Aubert sen, ve kterém mu archanděl Michael nařídil postavit oratoř na skalnatém přílivovém ostrově v ústí řeky Couesnon. Aubert zpočátku nevěnoval tomuto snu žádnou pozornost, ale když se mu archanděl Michael zjevil potřetí, byl již podrážděný, píchl Auberta prstem do hlavy a znovu mu přikázal, aby splnil to, co mu nařídil. V místě, kde se archanděl dotkl Aubertovy hlavy, zůstala v jeho lebce díra. Aubert nakonec nechal oratoř postavit a 16. října 708 vysvětit. Aubert je údajně v této oratoři pohřben.
Pozůstatky Aubertovy lebky, doplněné o díru, kde ji prorazil prst archanděla Michaela, jsou umístěné v bazilice Saint-Gervais v Avranches. Skeptici naznačují, že lebka je ve skutečnosti falzifikát. Podle nich se jedná prehistorickou relikvií, která ukazuje důkazy o trepanaci.
Aubert je považován za svatého v římskokatolické církvi, svátek má 10. září.